# Балластный Карьер (Московская область)
Балластный Карьер — посёлок в Московской области России. Входит в городской округ Люберцы. Население — 26 чел. (2010).

## География
Посёлок Балластный Карьер расположен в северо-восточной части городского округа Люберцы, примерно в 3 км к востоку от города Люберцы. Высота над уровнем моря 127 м. В 1,5 км от посёлка протекает река Пехорка. Ближайший населённый пункт — деревня Машково.

## История
До муниципальной реформы 2006 года посёлок Балластный Карьер находился в подчинении администрации рабочего посёлка Красково.
С 2006 до 2016 гг. посёлок входил в городское поселение Красково Люберецкого муниципального района. С 2017 года входит в городской округ Люберцы, в рамках администрации которого посёлок подчинён территориальному управлению Красково-Малаховка

## Население
По переписи 2002 года в посёлке проживало 37 человек (14 мужчин, 23 женщины).
| 2002 | 2006 | 2010 |
| ---- | ---- | ---- |
| 37   | ↘36  | ↘26  |